# Steingraeber & Söhne

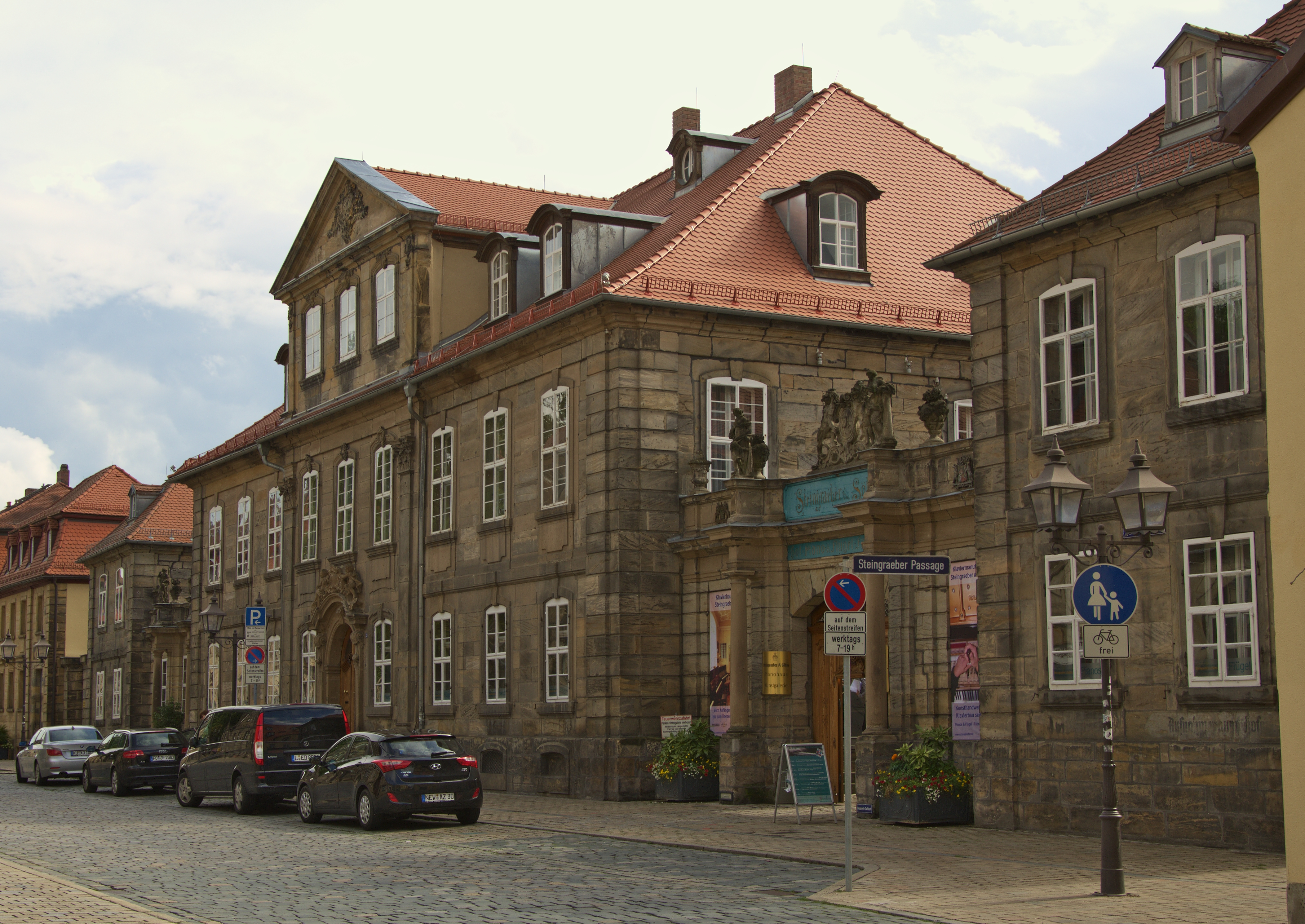
Streingraeber-Haus, siedziba Steingraeber & Söhne w Bayreuth.

Steingraeber & Söhne – niemiecki producent pianin i fortepianów z siedzibą w Domu Steingraeber, zabytkowym pałacu w stylu rokoko w Bayreuth. Współczesny właściciel Udo Schmidt-Steingraeber reprezentuje szóste pokolenie rodziny Steingraebers, która prowadzi firmę.

## Historia
Przodkowie firmy pochodzili z rodziny z Rudolstadt w Turyngii, która budowała klawesyny. Rodzina następnie osiadła w Neustadt an der Orla, gdzie zajęła się budową instrumentów. W 1823 urodził się Eduard Steingraeber, początkowo trenował u swojego wuja Gottlieba Steingraebera. W latach swoich podróży pracował w wielu miejscach, m.in. w warsztacie wiedeńskiego konstruktora fortepianów Nannette Streichera, córki znanego augsburskiego pianisty Andreasa Steina. Towarzyszył Ferencowi Lisztowi w jego trasach koncertowych, gdzie opiekował się fortepianami. W 1852 roku Eduard Steingraeber założył w Bayreuth Pianofortefabrik Steingraeber (pol. Fabrykę Fortepianów Steingraeber). W 1871 kupił Pałac Liebhardt przy Friedrichstraße i uczynił go główną siedzibą firmy. Od tamtej pory nosi nazwę Steingraeber-Haus. Firma szybko stała się największą fabryką fortepianów w Bawarii. Steingraeber dostarcza fortepiany między innymi rodzinie Wagnerów oraz na Festiwal w Bayreuth od czasu jego rozpoczęcia w 1876 roku. W 1881 roku Richard Wagner zamówił instrument znany jako dzwon Parsifala (niem. Parsifal Klavier Instrument, ang. Parsifal bell), który jest używany w scenach świątynnych na operach Wagnera Persifal. W okresach produkcji wielkoseryjnej firma Steingraeber zatrudniała ponad trzydziestu pracowników, w tym dwunastu konstruktorów fortepianów, które nadal są wytwarzane głównie ręcznie. Skrzynie są wykonane z litego drewna i nigdy nie używano płyt wiórowych. Steingraeber & Söhne traktuje nawet powierzchnie obudowy fortepianu szelakiem i woskiem zamiast lakierów poliestrowych i żywic syntetycznych. Firma poszukiwała rozwiązań technicznych, które uprościłyby grę na pianinie osobom na wózkach inwalidzkich, a przede wszystkim zapewniłyby im użyteczną alternatywę dla obsługi pedałów stopami. Steingraeber produkuje obecnie około czterdziestu pianin i siedemdziesięciu fortepianów rocznie. Od czasu założenia firmy, Steingraeber & Söhne zbudowała ponad 40 000 fortepianów i pianin.